# Office des autoroutes du Québec
L'Office des autoroutes du Québec est un ancien organisme public ayant existé du 25 mai 1961 au 18 décembre 1997. À sa création l'Office des autoroutes était chargé de la construction de nouvelles autoroutes, l'entretien du réseau existant et la surveillance routière sur le réseau autoroutier. Au fil du temps l'Office a perdu la plupart de ses responsabilités jusqu'à son abolition en 1997.

## Historique

### Entité opérationnelle (1961-1983)

#### Extension du réseau (1961-1969)
L'Office est constitué par la Loi constituant l'Office des autoroutes du Québec qui est sanctionnée le 25 mai 1961. Il est alors placé sous la responsabilité du ministère de la Voirie et remplace l'ancien Office de l'autoroute Montréal-Laurentides.
L'Office est alors autorisé à percevoir des péages pour financer ses dépenses courantes, l'amortissement de ses investissements ainsi que l'entretien et la surveillance du réseau existant et peut également contracter des dettes sur les marchés financiers.
Le gouvernement cesse de mandater l'Office pour la construction d'autoroutes à partir de 1969. L'autoroute de la Rive-Nord, inaugurée le 25 juin 1967 entre Montréal et Berthierville, est ainsi le dernier projet d'extension du réseau piloté par l'Office,.

#### Situation financière dégradée (1970-1982)
L'Office accumule un déficit conséquent (51 645 685 $ au 31 décembre 1972) à la fin des années 1960 et au début des années 1970 dans un contexte d'extension massive du réseau d'autoroutes. En mars 1973 le ministère des Finances réduit de moitié le taux d'intérêt chargé à l'Office pour ses avances de fonds tandis que Robert Bourassa, premier ministre du Québec, rejette en mars 1973 toute hausse des péages pour financer le déficit malgré les demandes insistantes du directeur de l'Office,. L'Office réitère régulièrement ses demandes de hausse des péages dans les années 1970 et 1980 mais le gouvernement bloque les tarifs à leur niveau de 1958 (malgré l'inflation sur la période).
La situation financière de l'Office continue de se dégrader à la fin des années 1970 et sa dette accumulée atteint 415 millions de dollars (soit environ 1 milliard de dollars de 2020) au 1er avril 1982 malgré les avances accordées par le ministère des Finances.
En 1979 une réforme de la Loi de police abolit le service de surveillance routière de l'Office et ses personnels sont intégrés à la Sûreté du Québec le 1er juin 1980.

#### Refonte du financement (1982-1983)
En mai 1982 Michel Clair, ministre des Transports du gouvernement Lévesque annonce un plan de hausse des péages avec :
- Le doublement du taux régulier (de 25 à 50 centimes) au 1er juillet 1982 ;
- L'abolition du tarif préférentiel aux heures de pointe le 1er janvier 1983. Le tarif préférentiel passe de 10 à 35 centimes au 1er juillet 1982 ;
- Une hausse de 10 centimes chaque 1er avril jusqu'en 1985 ;
- L'abolition de l'Office des autoroutes par mesure d'économie[note 2].

Ces hausses sont confirmées par un décret publié à la Gazette officielle du Québec le 16 juin 1982.
La hausse est vivement contestée par les habitants et municipalités de Laval, de la Rive-Nord de Montréal et des Cantons-de-l'Est,, ainsi que par l'opposition libérale à l'Assemblée nationale.
Michel Clair annonce finalement le 22 décembre 1982 un moratoire d'un an sur les hausses de péages prévues. Ce moratoire a finalement été prolongé indéfiniment en février 1984.

### Structure d'amortissement de la dette (1983-1997)
L'essentiel des responsabilités de l'Office (construction d'autoroutes et entretien du réseau) sont transférées au ministère des Transports (MTQ) au 1er janvier 1983 lorsque la Loi modifiant la loi sur les autoroutes, sanctionnée le 16 décembre 1982, entre en vigueur.
Le transfert comptable des actifs et dettes de l'Office au gouvernement du Québec est rétroactivement appliqué au 1er avril 1982,. L'Office est cependant conservé jusqu'en décembre 1997 mais comme simple structure financière servant à l'amortissement de la dette contractée pour la construction du réseau d'autoroutes.
La suppression de l'Office est annoncée le 23 octobre 1997 par le premier ministre Lucien Bouchard et celui-ci est définitivement aboli le 18 décembre 1997 lorsque la Loi sur l'abolition de certains organismes entre en vigueur.